# Dwergvleermuis van Thomas
De dwergvleermuis van thomas (Pipistrellus nanulus)  is een zoogdier uit de familie van de gladneuzen (Vespertilionidae). De wetenschappelijke naam van de soort werd voor het eerst geldig gepubliceerd door Thomas in 1904.